# Lage, Lippe
Lage är en stad i Kreis Lippe i det tyska förbundslandet Nordrhein-Westfalen. Lage, som för första gången omnämns i ett dokument från år 1274, har cirka 35 000 invånare.

## Ortsteile
Lage består av följande femton Ortsteile: Billinghausen, Ehrentrup, Hagen, Hardissen, Hedderhagen, Heiden, Heßloh, Hörste, Kachtenhausen, Lage Kernstadt, Müssen, Ohrsen, Pottenhausen, Waddenhausen och Wissentrup.